# Multipla skleroza
Multipla skleroza (MS), (lat. Sclerosis multiplex) je neurodegenerativno oboljenje i autoimuna bolest koja prvenstveno „napada“ belu masu centralnog nervnog sistema. Kompleksna patogeneza multiple skleroze obuhvata inflamaciju i potencijalne fokalne lezije koje su u vezi sa heterogenim, često destruktivnim patološkim promenama diseminovanim u beloj masi centralnog nervnog sistema.
Multipla skleroza zahvata aksone, dugačke produžetke nervne ćelije, na kojima pojedini delovi mijelinskog omotača zapaljenjski reaguju i propadaju. Stoga se multipla skleroza smatra zapaljenjskom, demijelinizirajućom bolešću izazvanom imunološkim promenama nepoznate etiologije. Kad je određeni deo mijelinskog omotača zapaljen i oštećen, prenošenje impulsa kroz akson je poremećeno, usporeno ili isprekidano, zbog čega poruke iz mozga dolaze na „cilj“ sa zakašnjenjem, „greškama“ ili ih uopšte nema (izostaju). Bolest je vrlo promenljivog toka, ispoljava se neurološkim simptomima i znacima i karakterišu je česta pogoršanja različitog stepena, koja se smenjuju sa naglim poboljšanjem kliničke slike (remisija bolesti). Nastanak multiple skleroze prate mnogi poremećaji različitog stepena, od blage ukočenosti i otežanog hodanja, do potpune oduzetosti, slepila, itd.
U svetu od multiple skleroze boluje oko milion ljudi i to uglavnom u razvijenim zemljama sveta. Bolest je nešto češća kod žena nego kod muškaraca (3:2). Po svojoj frekvenciji, hronicitetu i tendenciji javljanja kod mlađe populacije MS je jedan od vodećih uzroka invaliditeta.

## Istorijat
Jedan od prvih medicinskih opisa multiple skleroze dao je Vilijam Makenzi (1791—1886), škotski oftalmolog, opisavši slučaj dvadesettrogodišnjeg muškarca kojem je prvi simptom bolesti bio poremećaj vida, a pomoć u Londonu je potražio nakon pojave paralize. Ubrzo su se kod ovog bolesnika razvili i poremećaj govora (dizartrija) i urinarna inkontinencija (nemogućnost zadržavanja mokraće). Svi simptomi bolesti nestali su nakon dva meseca, ali su se, znatno pojačani, ubrzo ponovo pojavili.
Multiplu sklerozu, kao posebnu bolest, prvi put je 1868. opisao francuski neurolog Žan Marten Šarko (Jean-Martin Charcot, 1825—1893). Patološke nalaze u svojim istraživanjima multiple skleroze Šarko naziva skleroza sa plakovima (fr. sclerose en plaques). Tri osnovna simptoma multiple skleroze, koja su poznata pod opštim nazivom Šarkoov trijas simptoma, su: nistagmus, tremor i „pevajući“ govor - dizartrija (što nije tipično samo za multiplu sklerozu). Kod ovih bolesnika Šarko je primetio i promene u kognitivnim funkcijama opisavši ih kao „značajno slabljenje pamćenja“ i „lagani gubitak ideja“ .
I drugi stručnjaci pre Šarkoa opisivali su simptome, ilustrovali promene i kliničku sliku multiple skleroze. Najznačajniji među njima su britanski profesor Robert Karsvel (1793—1857) i francuski profesor anatomske patologije Žan Krivije (1791—1873), ali nijedan od njih nije opisao multiplu sklerozu kao zasebnu bolest. Nakon Šarkoovog opisa multiple skleroze, posebne slučajeve ove bolesti opisali su još i Ežen Devik (1858—1930), Jožef Balo (1895—1979), Pol Ferdinand Šilder (1886—1940) i Oto Marburg (1874—1948).
Jedan od prvih književnih opisa multiple skleroze nalazimo u dnevniku Fridriha Augusta Estea (1794—1843). Este je od multiple skleroze oboleo u dvadeset osmoj godini života, a prvi simptom je bio smanjenje oštrine vida:
| „ | U decembru 1822. putovao sam iz Ramsgejta u škotske planine na nekoliko dana da obiđem sina. Kad sam stigao on je već bio umro... Ubrzo nakon sahrane, morao sam da pročitam primljena pisma i napišem odgovor svima koji su mi pisali, ali vid mi je bio tako oštećen da sam manje predmete video zamagljeno. Zbog slabog vida uopšte više nisam mogao da čitam i pišem. Ubrzo sam otputovao u Irsku i vid mi se oporavio bez ikakvih lekova, a meni se povratila snaga i jasnoća vida. | ” |

Međutim, ubrzo su se javili mnogi tipični simptomi bolesti kao što su dvostruke slike, slabost nogu i obamrlost:
| „ | Na moje iznenađenje, 17. oktobra 1827. primetio sam (u Veneciji) obamrlost ili gubitak jasnoće osećaja u regiji iznad levog oka. U Firenci mi se pogoršao vid. Šestog novembra počeo sam da vidim duple slike. Svako oko videlo je posebnu sliku. Dr Kisok pretpostavlja da je uzrok tome višak žuči: postavili su mi dve pijavice i primenili su ispiranje creva, nakon čega sam povraćao, a dva puta sam i teško krvario. Stanje vida se popravilo i dvostrukih slika više nije bilo. Počeo sam i otežano hodati. Nova bolest je uzimala maha. Svaki dan sam bio sve slabiji. Tupost i senzorni poremećaji javili su se u predelu trtice i perineuma. Oko 4. decembra snaga u nogama mi se potpuno povratila. U tom neobičnom stanju slabosti bio sam oko 21 dan. | ” |

## Epidemiologija
Multipla skleroza se može pojaviti u svakom životnom dobu, mada se najčešće javlja između 20. i 40. godine života. Trenutno u svetu oko 2,5 miliona ljudi boluje od ove bolesti. Multipla skleroza se obično pojavljuje kod odraslih osoba u tridesetim godinama, ali je njena pojava moguća i kod dece mlađe od 15 godina. Kod dece, odnos oboljevanja od ove bolesti između polova može biti 3:1 (tri devojčice na jednog dečaka). Primarno progresivni podtip bolesti je češći kod obolelih osoba počev od pedesete godine života. Kao i kod mnogih autoimunih bolesti, procenat obolelih od multiple skleroze viši je u ženskoj populaciji, s tendencijom rasta. Kod dece, odnos obolelih među dečacima i devojčicama je još izrazitiji (3:1), dok iznad pedesete godine starosti, multipla skleroza zahvata muškarce i žene gotovo podjednako.
Kod multiple skleroze postoji epidemiološki vidljiva razlika u oboljevanju između stanovnika južne i severne hemisfere, a bolest se ređe javlja kod stanovnika koji žive u blizini ekvatora. Multipla skleroza je pet puta učestalija u klimatskim uslovima koji vladaju u severnim delovima Sjedinjenih Američkih Država, Kanadi i Evropi nego u tropskim regijama i na Dalekom istoku. Klima, sunce i uzimanje vitamina D, navode se u brojnim istraživanjima kao mogući razlozi postojanja razlike u učestalosti MS u odnosu na geografsku širinu. Međutim, postoje i neka važna odstupanja između severa i juga, kao i promene u stopama prevalence tokom vremena. U celini gledano, ovaj trend se polako sve više gubi. To znači da se ostali faktori, kao što su brojni ekološki faktori okoline i genetika, trebaju uzeti u obzir pri tumačenju porekla multiple skleroze u današnje doba. U pojedinim regijama, koje karakteriše veća učestalost multiple skleroze, neke etničke grupe imaju niži rizik razvoja bolesti. Tu spadaju; Semićani, Turkmeni, američki Indijanci, kanadski Huteriti, Afrikanci, i novozelandski Maori.,
Najugroženiji narodi i rase od multiple skleroze su evropski narodi. Ugroženost je manja kod crne rase za 50%, dok je prevalenca MS najniža kod mongoloidnih naroda. Najveću prevalencu multiple skleroze u svetu imaju stanovnici Škotske.
Ekološki faktori kojima je organizam bio izložen u detinjstvu mogu imati veći uticaj na eventualnu pojavu i dalji tok multiple skleroze kod obolele osobe u njenom kasnijem životnom razvoju. Nekoliko studija sprovedenih kod migranata pokazuje da ako se migracija dogodila pre 15. godine starosti, ona stvara predispoziciju za razvoj multiple skleroze. Ako se migracija desila nakon 15. godine starosti, migrant zadržava osetljivosti zemlje svog porekla.
Na pojavu multiple skleroze takođe utiče godišnje doba u kom se osoba rodila. Zbog nedovoljne izloženosti suncu i oskudnog generisanja i unosa vitamina D, pojava multiple skleroze je učestalija kod osoba rođenih u manje sunčanim mesecima.
Prema istraživanjima sprovedenim u Holandiji, stres povećava rizik od pogoršanja postojećih ili pojave novih simptoma bolesti, što direktno utiče i na uvećanje stepena invalidnosti bolesnika. Kod 73 bolesnika sa MS čiji su razvoj lekari redovno pratili, zabeleženo je 457 stresnih događaja (koji su uključivali stres na poslu, finansijske probleme ili smrt nekog od bliskih članova porodice). Nakon tih događaja, zabeležena je pojava 134 pogoršanja kod 56 bolesnika, i 136 infekcija kod 57 bolesnika. Stres je bio povezan sa dvostruko većim rizikom od pogoršanja postojećih ili pojave novih simptoma bolesti, ali u ovoj studiji nije bilo dokaza o pogoršanju infekcija posle stresnih dogadaja.

### Mortalitet
Kod bolesnika koji nemaju teške simptome ili znake bolesti, stopa mortaliteta nije značajno uvećana. Prosečan životni vek bolesnika sa multiplom sklerozom je šest do deset godina kraći nego kod zdravih osoba, i prvenstveno zavisi od životnog doba (starosti) bolesnika u momentu pojave prvih simptoma bolesti. U poslednjih nekoliko desetina godina, na osnovu brojnih izveštaja iz mnogih zemalja sveta, primećen je značajan pad smrtnosti od multiple skleroze.

## Etiologija
Uzrok nastanka multiple skleroze i pored mnogobrojnih savremenih istraživanja, nije poznat. Smatra se da je oštećenje tkiva u MS posledica abnormalnog odgovora na jedan ili više antigena mijelina koji se dešava kod genetički predisponiranih osoba, a posle izlaganja još neidentifikovanim faktorima spoljne sredine. Zato razne teorije pokušavaju da objasne uzrok nastanka multiple skleroze kombinacijom poznatih podataka o simptomima bolesti i brojnim istraživanjima. Prema dosadašnjim saznanjima njena pojava je najverovatnije rezultat interakcije (kombinovanog dejstva) ekoloških faktora sredine i genetičke predispozicije, međutim do danas ovi faktori nisu jasno definisani.

#### 1. Nasledni faktori
Iako multipla skleroza nije nasledna bolest, kod ovih bolesnika postoji određena nasledna sklonost u pogledu načina razvoja bolesti. Ako među najbližim rođacima ima obolelih od MS, osoba iz te porodice poseduje 1-3% veću verovatnoću za dobijanje bolesti. Rizik oboljevanja od MS je veći među rođacima osobe sa bolešću nego u opštoj populaciji, a posebno je izražena kod braće i sestara, roditelja i dece. Kod jednojajčanih blizanaca, verovatnoća da će i drugi dobiti multiplu sklerozu je oko 30%. Kod dvojajčanih blizanaca ta verovatnoća je oko 4%, a kada je jedan od blizanaca ženskog pola i manja. Činjenica da jednojajčani blizanci ne oboljevaju u 100% slučajeva, pokazuje da bolest nije isključivo genetički uslovljena. Ova činjenica ukazuje na značaj tzv. genetičke predispozicije koja se nalazi pod kontrolom više gena. Pored toga najveći rizik od oboljevanja nose rođena braća i sestre, dok je rizik mnogo manji za njihovo potomstvo.
Osim porodičnih karakteristika, prisustvo specifičnih gena je povezano sa MS. Razlike su u ljudskom leukocitnom antigenu (HLA). Specifični sastav HLA grupe gena u hromozomu 6, koji služi kao glavni histokompatibilni kompleks MHC kod ljudi, se zna da ima uticaja na verovatnoću oboljevanja od MS.
Najpouzdaniji dokaz za to je povezanost između MS i specifičnih genskih promena, ekspresije antigena klase  glavnog histokompatibilnog kompleksa (MHC - engl. main hystocompatibility complex) na ćelijama u predelu lezije, definisanih kao DR15 i DQ6., Druga istraživanja su pokazala zaštitno dejstvo pojedinih gena, kao što su HLA-C554 i HLA-DRB1*11. Nedavne populaciono-genetičke studije, pokazale su postojanje 8 do 10 još neizdvojenih genskih lokusa, potencijalnih kandidata za MS.
Kada se na kraju 16 gena (CD58, RGS1, CXCR4, IL12A, IL7R, PTGER4, HLA B, HLA DRB1, OLIG3/TNFAIP3, IL2RA, ZMIZ1, CD6, TNFRSF1A, MPHOSPH9, CLEC16A, IRF8) koji su do sada pokazali najveći stepen povezanosti sa MS dovedu u vezu sa navedenim poznatim faktorima sredine dobije se vrednost koja umereno može predvideti rizik od nastanka MS.
Međutim, navedena ispitivanja i dalje ne mogu predvideti nastanak i tok bolesti. Zato se danas smatra da je genetička osnova MS rezultat interakcije između brojnih činilaca (još nedovoljno jasne) povećane osetljivosti i, mogućeg, postojanja gena otpornosti. Imunološki, epidemiološki i genetički dokazi podržavaju stav da je izloženost genetički predodređene osobe faktoru ili faktorima okoline tokom detinjstva (možda nekim od uobičajenih virusa) vremenom dovodi do imunoposredovane inflamatorne demijelinizacije.

#### 2. Zapaljenjski faktori
Genetička predispozicija može objasniti samo deo epidemioloških razlika u učestalosti MS, kao što su visoka učestalost bolesti u nekim porodicama, odnosno smanjeni rizik zavisnosti o genetičkim uticajima kod udaljenih srodnika, ali ne objašnjava pojavu MS u drugim slučajevima, kao što su promene u riziku oboljevanja koje nastaju tokom migracija pojedinih osoba u ranim godina života.
Mnogi istraživači smatraju da je multipla skleroza autoimuna bolest u kojoj organizam, preko imunskog sistema, stvara odbrambene mehanizme protiv vlastitog tkiva. U slučaju multiple skleroze to je mijelin, a uzročni faktor („okidač“) iz okruženja, bi mogao biti virus.
Objašnjenje za ova epidemiološka otkrića može biti u činjenici da je nastanak MS možda radije povezan sa zajedničkom infekcijom nego sa nekim retkim patogenetskim mehanizmom. Tokom istraživanja ove bolesti razvijeni su različiti hipotetski mehanizmi koji pokušavaju da objasne uzroke pojave MS.
- Higijenska hipoteza tvrdi da su obolele osobe od MS tokom detinjstva bile izložene dejstvu raznih patogenih faktora, koji su stimulisali autoimune reakcije u organizmu podložnih pojedinaca, kod kojih se sa godinama (starenjem) stvorio uvećan rizik da njihov organizam reaguje na infekciju izazvanu brojnim zaraznim mikroorganizmima.[26]
- Hipoteza prevalence tvrdi da je MS uzrokovana patogenim mikroorganizmima, što objašnjava veću učestalost oboljevanja od MS u pojedinim područjima sveta, regijama ili državama. Prisustvo ovih patogena u pojedinim područjima je češća pojava kod pojedinaca kod kojih oni uzrokuju asimptomatske, perzistentne (stalne) infekcije, ali samo u nekoliko slučajeva i mnogo godina nakon inicijalne infekcije ovi patogeni uzrokuju demijelinizaciju nervnih ćelija i pojavu MS.[26]

Dokazi koji govore da su neki virusi uzrok MS su sve brojniji. U mozgu i likvoru većine bolesnika sa MS može se utvrditi prisutnost oligoklonalnih traka (čija je pojava karakteristična kod virusnih infekcija), dok su neki virusi otkriveni u nervnom sistemu direktno povezani sa demijelinizirajućim encefalomijelitisom kod ljudi. Nakon eksperimentalno unete virusne infekcije, može se izazvati demijelinizacija nervnog sistema eksperimentalnih životinja.
Potencijalni virusi koji mogu biti povezani sa MS su ljudski herpes virusi, koji se u likvoru MS bolesnika mogu pronaći u obliku varičela zoster virusa (izazivača vodenih boginja). Od ostalih mogućih MS uzročnika najviše se pažnje daje ljudskim endogenim retrovirusima i hlamidofilima, iz grupe hlamidija, koji su izazivači pneumonije lat. Chlamydophila pneumoniae.
Levin i saradnici navode da rizik od nastanka MS raste ukoliko je u detinjstvu postojala infekcija Epštajn-Barovovim virusom. Epštajn-Barov virus po epidemiološkoj studiji Ascheria i sar. i laboratorijskim studijama Cepoka i sar. povezan je sa visokim rizikom za nastanak MS. Lang i sar. opisuju osnove molekularne mimikrije između Epstein-Barr virusa i ćelijskih proteina. Studijska istraživanja patoloških promena nalaze visok nivo B ćelija akumuliranih u lezijama hronične multiple skleroze, inficirane Epštajn-Barovim virusom. Ipak, i pored primenjenih brojnih sofisticiranih metoda za detekciju virusa, sa sigurnošću se ne može govoriti o virusnoj etiologiji MS, te se spekulativno sugeriše da su neki faktori sredine poput manjka svetlosti, deficita vitamina D i pušenja trigeri za nastanak MS-a

#### 3. Nezarazni faktori
Multipla skleroza je češća kod ljudi koji žive dalje od ekvatora. Uvećan rizik od MS je povezan sa smanjenim izlaganja suncu. Smanjena proizvodnja i manji unos vitamina D glavni su biološki mehanizmi koji objašnjavaju povećan rizik oboljevanja među ljudima koji su manje izloženi sunčevoj svetlosti.
Multipla skleroza ne povećava rizik od komplikacija tokom trudnoće. Nije se pokazalo u medicinskoj praksi da postoji značajno povećana učestalost prevremenih porođaja, rađanja nedonoščadi, urođenih malformacija ili rane smrti novororođenčeta kod trudnica sa MS.
Istraživanja koja su sprovedena kod 18,8 miliona rođene dece u 38 država, uključujući i novorođenu decu, na 10.000 žena sa MS otkrila su sledeće razlike između grupe zdravih i žena obolelih od MS;
- Među ženama sa MS, 2,7% fetusa pokazivalo je znake snižene telesne mase-nedonošenost, (mereno ultrazvukom), u poređenju sa 1,9% fetusa kod drugih žena.
- Verovatnoća neophodnosti carskog reza kod žena sa MS takođe je nešto viša i iznosi 42%, u poređenju sa 33% kod drugih žena.
- Žene sa MS imale su nižu stopu komplikacija u trudnoći nego žene koje su imale pre trudnoće dijabetes.

| „ | Poznato je da trudnoća povoljno deluje na tok multiple skleroze, i da smanjuje rizik od pogoršanja, što je naročito izraženo u prvom trimestru trudnoće. S druge strane, rizik od pogoršanja MS raste neposredno posle porođaja, naročito u prva tri meseca posle porođaja. Nije pokazano da su pogoršanja MS tokom trudnoće i posle porođaja teža u odnosu na druga pogoršanja tokom bolesti. Međutim, uvek su mogući i izuzeci. Dugoročno gledano, broj trudnoća i način porođaja nemaju uticaja na razvoj bolesti i njeno napredovanje. U svakom slučaju, žene sa multiplom sklerozom, naročito one sa blagim neurološkim ispadom treba ohrabriti da osnuju porodicu što ranije zbog progresivnog toka bolesti. | ” |

Osobe koje imaju jedan od sledećih autoimunih poremećaja; bolesti štitne žlezde, (hipertireoza), dijabetes tip I, zapaljenjske bolesti creva (Kronova bolest, ulcerozni kolitis) itd. poseduju veću verovatnoću da će se kod njih, kao komplikacija osnovne bolesti, razviti multipla skleroza.

## Patofiziologija
Inicijalni uzrok ili uzroci za nastanak MS nisu poznati, ali se smatra da patogeneza bolesti podrazumeva imuno posredovanu inflamatornu demijelinizaciju i oštećenje aksona. Demijelinizacione bolesti u koje spada i multipla skleroza su ona patološka stanja pri kojima dolazi do oštećenja mijelinske opne koja obavija nervna vlakna u mozgu i kičmenoj moždini ili na perifernim živcima. Zato je glavni patofiziološki mehanizam u multiploj sklerozi poremećaj strukture mijelinske opne nervne ćelije i narušavanje neuroloških funkcija u organizmu obolele osobe.
Patohistološki pregled mozga u bolesnika sa MS pokazuje najznačajnije osobine patološkog procesa.
- Intenzivno umnožavanje (perivaskularna infliltracija), CD4 T limfocita izvan centralnog nervnog sistema, kao i infiltracija CD4 T aktiviranih limfocita i monocita u centralnom nervnom sistemu, osnovni je pokretač bolesti. Ove ćelije su izuzetno zavisne od sinteze purinskih i pirimidinskih nukleozida, molekula neophodnih za normalno odvijanje procesa deobe ćelija. Ovim patofiziološkim mehanizmom imunološki sistem greškom uništava mijelinsku opnu aksona nervnih ćelija, što ima za posledicu zapaljenje i odvajanje mijelina od aksona, i pojavu demijelinizacije.[32]
- Ekspresiju antigena klase  glavnog histokompatibilnog kompleksa (MHC) (engl. main hystocompatibility complex) na ćelijama u predelu lezije.
- Sekreciju hemokina, limfokina i monokina, od strane aktiviranih ćelija, u odsustvu jasnih znakova infekcije.

### Mijelinska opna
Veoma slično izolaciji oko električnih žica, mijelinska opna je izgrađena od (20%) proteina i (80%) masti, koje su poznate pod nazivom lipoproteini. Mijelinska opna, osim što ima ulogu zaštite nervnog tkiva, ima i jednu vrlo važnu ulogu omogućavanja vrlo brzog širenja električnog impulsa kroz nervna vlakna. Nervni (električni) impuls se širi nervnim vlaknom koje ima neoštećenu mijelinsku opnu veoma velikom brzinom, što obezbeđuje normalnu funkciju nervnog sistema čoveka. Značaj mijelinske opne se najbolje može uočiti kod novorođenčadi, gde zbog nepotpunog razvoja i nedovoljne zrelosti nervnog sistema mnogi nervi nemaju zrele mijelinske opne pa su njihovi pokreti nezgrapni, ispunjeni trzajima i primetnom neusklađenošću.
Kod bolesnika sa multiplom sklerozom, imunološki sistem greškom uništava mijelinsku opnu aksona, što ima za posledicu zapaljenje i odvajanje mijelina od aksona, (demijelinizacija). Ovaj proces se odvija kroz dve faze:
- Prva faza (zapaljenjska faza) bolesti, karakteriše se ulaskom senzibilizovanih limfocita u nervni sistem i izlučivanjem zapaljenjskih faktora.[32]
- Druga faza (demijelinizacijska faza) bolesti, nastaje pod uticajem zapaljenjskih faktora koji dovode do stimulacije makrofaga, koji svojim dejstvom dovode do uništavanja mijelinske opne, koja postaje nagrižena (pokidana) i koju karakteriše pojava neuroloških simptoma.[32]

Mijelinska opna nervne ćelije, deluje kao izolator i omogućava brzo provođenje električnih impulsa duž nervnih vlakana. U Ranvierovim čvorićima , mijelin je prekinut i ne dozvoljava prolaz jona i rastvora. Raspad mijelinske opne izaziva kašnjenje u provođenju električnog impulsa kroz akson neurona (živaca). Kod zdrave osobe pojedinačna brzina provođenja aksona je 100-120 m/sec dok kod pojedinih bolesnika od multiple skleroze brzina pada postupno do 5 m/sec. Smanjenje brzine provođenja nervnih impulsa kroz demijelinizovana nervna vlakna je odgovorno za pojavu simptoma i znakova bolesti, što se klinički manifestuje zamagljenjem vida, trnjenjem u udovima ili u trupu, osjećajem gubitka snage u udu ili udovima, i drugim postupnim pogoršanjem.
U ranoj fazi bolesti, dalja usporavanja provođenja mogu nastati zbog otoka (edema) tkiva, koji može biti smanjen u ovim fazama, kada se neurološki poremećaji mogu izgubiti paralelno sa reapsorpcijom otoka (edema). Određeno vreme ćelije koje stvaraju mijelin (oligodendrociti) imaju sposobnost obnavljanja oštećene mijelinske opne, zbog čega su neurološki simptomi u početnoj fazi bolesti najčešće prolazni. Obnovljeno, remijelizovano nervno vlakno najčešće normalno provodi nervne impulse, ali u stanjima povišene telesne temperature, povišene temperature sredine ili premora, prenos impulsa, najčešće postaje nedovoljan, i kroz nervna vlakna uspešno prolaze samo signali manje frekvencije (učestalosti), što se manifestuje pogoršanjem simptoma ili pojavom simptoma koji su prethodili remijelinizaciji. Takva se stanja zovu pseudorelapsi.
Kada je progresija bolesti praćena težim stepenom uništenja mijelinske opne, neurološki deficit (simptomi ili klinički znaci) ostaju prisutni u istom intenzitetu, ne povlače se, jer zbog trajnih oštećenja ne postoji mogućnost oporavka takvih bolesnika. Česte zapaljenjske reakcije na kraju uzrokuju nepopravljivo oštećenje aksona sa razvojem trajnih neuroloških simptoma, koji postepeno napreduju. Takav razvoj bolesti upućuje na degenerativnu fazu bolesti u kojoj više nema regresije ili oporavka formiranih kliničkih poremećaja.

### Lokalizacija demijelinizacije
Ukoliko se demijelinizacija (oštećenje mijelinske opne) odigra u delu nervnog sistema koji prenosi informacije između mišića i mozga, tada mogu nastati problemi sa pokretljivošću bolesnika. Ako se proces demijelinizacije dešava na nervima koji prenose senzorne informacije ka mozgu, multiplu sklerozu karakterišu poremećaji senzornih funkcija, kao što je vid.

## Razvoj bolesti
Rani simptomi i znaci multiple skleroze su obično blagi, zbog kojih obolela osoba najčešće u početku ne traži medicinsku pomoć niti mišljenje specijaliste, a sami simptomi dođu i prođu, tako da ponekad tek nakon drugog ili nekog od narednih napada lekar od bolesnika saznaje da je pacijent i ranije imao tipične početne simptome ove bolesti koji su nestali nakon nekoliko dana.
Početni simptomi multiple skleroze često su dupli vid, mešanje crvene i zelene boje ili čak slepilo na jednom oku. Neobjašnjivi vidni problemi obično se poboljšavaju tek u višim stadijumima bolesti.
Kod većine bolesnika sa multiplom sklerozom javlja se i slabost mišića u udovima i problemi sa koordinacijom i ravnotežom u toku bolesti. Umor može biti izazvan fizičkom iscrpljenošću koji se može otkloniti odmaranjem, mada ovaj simptom takođe može poprimiti formu stalnog umora. Mnogi bolesnici imaju simptome kao što su neosetljivost, svrab kože, trnci (osećaj mravinjanja), dok drugi mogu osećati bolove. Teškoće govora, tremor i vrtoglavica su često prisutne tegobe. Oko polovine ljudi sa multiplom sklerozom ima kognitivne teškoće poput poremećaja: koncentracije, pažnje, pamćenja, teškoće rasuđivanja i takvi simptomi su često blagi i obično se previđaju i zanemaruju.
Depresija koja je povezana sa kognitivnim problemima drugo je zajedničko obeležje obolelih od multiple skleroze. Oko 10% bolesnika pati od težih psiholoških poremećaja. Kod 60% obolelih toplota može uzrokovati privremeno pogoršanje mnogih simptoma multiple skleroze. U tim slučajevima smanjenje toplote eliminiše ove probleme. Zbog toga plivanje može biti dobro za ljude s multiplom sklerozom.
Simptomi i znaci multiple skleroze zavise od lokalizacije promena i jačine zapaljenja mijelinskog omotača aksona. To je razlog zbog čega su simptomi multiple skleroze toliko različiti i zašto ih je teško predvideti. Budući da mozak i kičmena moždina imaju velik rezervni kapacitet, mnoga područja zapaljenja mijelinskog omotača neće dati nikakve simptome. Na mestima nestanka mijelinskog omotača nastaju ožiljci koji se nazivaju skleroza, plak ili lezija.
Tok bolesti je raznolik i nepredvidiv. Karakterišu ga izmene, faze pogoršanja (egzacerbacije) i faze mirovanja (remisije) bolesti. U početku remisije mogu trajati mesecima i godinama, čak i više od 10 godina. Kod bolesnika koji imaju česte napade bolesti, pogotovo ako se bolest pojavi u srednjim godinama, tok bolesti može biti izrazito brz i u kratkom periodu dovesti do razvoja invalidnosti.
Klinički znaci i simptomi koji se pojavljuju u multiploj sklerozi mogu uzrokovati poremećaje vida, senzorne poremećaje, poremećaje koordinacije pokreta i ravnoteže, poremećaj mokrenja, defekacije i seksualnih funkcija, intelektualnih funkcija itd. Nikada jedan bolesnik nema sve simptome, a takođe se neki simptomi pojavljuju češće u ranoj fazi bolesti, dok simptomi otežanog kretanja, povećanog tonusa mišića u nogama, smetnje mokrenja i nestabilnost u hodu i stajanju češće nastaju u kasnijoj fazi bolesti.
| -                             | Poremećaji vida |
| Optički neuritis              | Zamagljen vid • Bol u oku • Gubitak vida za boje • Slepilo |
| Diplopija                     | Dvostruko (udvojeno) viđenje |
| Nistagmus                     | Nevoljni trzaji, poigravanje, odnosno treperenje očnih jabučica u određenim pravcima...                                                                               |
| Internuklearna oftalmoplegija | Nekoordinisani (nevoljni) pokreti očnih jabučica • Skretanje pokreta očnih jabučica u pojedinim pravcima • Zbog čega nastaje dvostruko viđenje i nistagmus            |
| -                             | Motorni poremećaji |
| Pareza                        | Mišićna slabost • Monopareza (slabost jednog od udova) • Parapareza (slabost nogu) • Hemipareza (slabost jedne od strana tela) • Tetrapareza (slabost sva četiri uda) |
| Plegija                       | Potpuni gubitak mišićne snage - oduzetost |
| Spastičnost                   | Ukočenost • Bol • Ograničenost pokreta u zahvaćenoj ruci ili nozi zbog ukočenosti                                                                                     |
| Dizartrija                    | Nerazgovetan govor, zbog organskih poremećaja u stvaranju glasova |
| Mišićni spazam                | Nevoljna, bolna grčenja mišića |
| -                             | Senzorni poremećaji |
| Parestezije                   | Trnci • Mravinjanje |
| znak                          | Osećaj prolaska „struje“ niz karlicu pri savijanju glave |
| Neuralgija, neuropatski bol   | Bol u obliku probadanja ili pečenja bez nekog drugog poznatog uzroka • Neuralgija trigeminusa – kratkotrajni probadajući bol u području lica                          |
| Anestezija                    | Gubitak osećaja – pojavljuje se ređe |
| -                             | Poremećaji koordinacije pokreta i ravnoteže |
| Ataksija                      | Nemogućnost održavanja ravnoteže • „Rušenje“ i zanošenje pri hodu |
| Intencioni tremor             | Pojava drhtanja ruku pri izvođenju pokreta - drhtanje je najjače kad je cilj na dohvatu ruku.                                                                         |
| Dismetrija                    | Poremećaj koordinacije udova - nemogućnost kontrole tačnosti pokreta tela, pri čemu dolazi do promašivanja cilja pokreta                                              |
| Vrtoglavica                   | Osećaj rotacije u prostoru, praćen mučninom, ponekad i povraćanjem |
| -                             | Poremećaj mokrenja, defekacije i seksualnih funkcija |
| Urgentna inkontinencija       | Jak i neodložan nagon za mokrenjem ili defekacijom - nemogućnost voljnog zadržavanja mokraće ili stolice.                                                             |
| Retencija mokrenja            | Nemogućnost spontanog i potpunog pražnjenja mokraćne bešike |
| Zatvor (opstipacija)          | Neredovna stolica • Nadutost trbuha |
| Inkontinencija alvi           | Jak i neodložan nagon za defekacijom - nemogućnost voljnog zadržavanja stolice                                                                                        |
| Impotencija                   | Oštećenje seksualnih funkcija • Nemogućnost ejakulacije • Frigidnost                                                                                                  |
| -                             | Kognitivni poremećaji |
| Depresija                     | Bezvoljnost • Gubitak želje za životom • Poremećaji spavanja i apetita • Pojačano zamaranje • Slaba koncentracija                                                     |
| Promene raspoloženja          | - |
| Euforija                      | Neobjašnjivo i neočekivano dobro raspoloženje koje prati percepcija, ekstremne sreće, ekscesivnog optimizma i povećana motorna aktivnost                              |
| -                             | Ostali poremećaji |
| Umor Bol                      | Bol i umor su vrlo česti i rani simptomi bolesti |
|                               | Pogoršanje vida kod bolesnika sa optičkim neuritisom nakon izlaganja povišenoj temperaturi (u sauni, toploj vodi, itd)                                                |

## Psihološki simptomi
Budući da je multipla skleroza jako nepredvidiva bolest, važno je da bolesnik zna razvrstati osećaje povezane sa njom, jer različiti osećaji mogu doći i nestati zajedno sa simptomima. Važno je da on te svoje osećaje podeli sa svojom okolinom, ponekad i svojim lekarem. Multipla skleroza je bolest koja obolelog čini frustriranim, već samim time što ona unosi drastične promene u ljude, njihov život i porodicu. Strah, tuga, ljutnja i stid, samo su deo svih onih faza kroz koje prolazi bolesnik i njegova porodica nakon postavljanja dijagnoze multiple skleroze. Sa njima se bolesnik i njegova porodica trebaju nositi, ali bolesnici trebaju naučiti da kada taj teret postane pretežak, zatraže pomoć sredine i društva, a pre svega, lekara ali i specifičnih organizacija i udruženja kao što su Društva multiple skleroze.
Oko 50-90% bolesnika sa MS pati od seksualnih poremećaja., Ovi poremećaji mogu biti posledica organskih smetnji zbog paralize mišića u genitalnom predelu, ili zbog oštećenja živaca koji obezbeđuju refleksne nadražaje za pokretanje seksualnih funkcije (npr. za erekciju). Takođe kao posledica MS javlja se i spasticitet butnih mišića nogu i karlice što može otežati ili onemogućiti polni snošaj. Smanjena funkcija vlaženja genitalija kod žena obolelih od MS može izazivati jak bol tokom polnog odnosa.
Svi ovi poremećaji organske prirode ispoljavaju snažan psihički uticaj, koji još više koči seksualnu aktivnost bolesnika, a on sve više psihički pati. U bolesnika se javlja konstantan umor ili depresivna epizoda direktno povezana sa gubitkom libida, a česti društveni konflikti bolesnika sa okolinom, njegova izolacija i sram od svoje bolesti mogu još više uticati na seksualnost u MS.
Takođe treba napomenuti da i lekovi koji se koriste u sklopu lečenja, mogu izazvati seksualne disfunkcije i dovesti do gubitka libida.

## Dijagnostika
Više bolesti nervnog sistema može imati slične simptome. Samo pravilnim pristupom i praćenjem bolesnika lekar može se postaviti dijagnozu MS. Ona se najčešće ne postavlja pri prvoj poseti neurologu - jer ne postoji jednostavan nalaz, ili jedan test, koji će definitivno potvrditi ili isključiti MS.
Dijagnostika kliničkih simptoma karakterističnih za MS se temelji na sledećim pouzdanim postupcima za utvrđivanje bolesti;
- Anamneza (detaljno uzeta)
- Neurološki pregled
- Paraklinički dijagnostički postupci;

- Magnetna rezonantna tomografija (MRT) mozga i vratne kičme.
- Ispitivanje vidnih evociranih potencijala (VEP) i
- Laboratorijska analiza likvora u kojima se utvrđuje prisutnost oligoklonalnih traka imunoglobulina (IgG) u likvoru.

- Kompjuterizovana tomografija primenom kontrastne materije.

### Magnetna rezonantna tomografija
U potvrđivanju kliničke slike multiple skleroze, ovo je najpouzdanija dijagnostička metoda, kojom se mogu videti plakovi demijelinizacije u nervnom sistemu. Magnetna rezonantna tomografija (MRT) je relativno nova dijagnostička metoda koja se primenjuje od 1980-tih godina, i kojom se pomoću elektromagnetskih talasa niske energije, snima stanje pojedini delovi nervnog sistema (mozak i moždani krvni sudovi, kičmeni stub, kičmena moždina itd.). MRT je bitna u dijagnostici multiple skleroze, jer se njenom primenom mogu otkriti promene (lezije) u mozgu ili kičmenoj moždini koje upućuju na ovu bolest. Na snimcima načinjenim tokom snimanja vide se bela okruglasta do ovalna područja u normalno sivom prikazu mozga ili kičmene moždine. Ta beličasta oštećenja, zapravo najčešće prikazuju kolekciju vode, koja je prodrla u područje oštećene mijelinske opne. Opna je hidrofobna, pa njenim oštećenjem nervno tkivo, koje je hidrofilno privlači vodu.
Demijelinizacijska oštećenja u multiploj sklerozi nisu podjednako raspoređena u svim delovima nervnog sistema. Ona su najčešća u području oko moždanih komora, u delu mozga koji se spušta prema kičmenoj moždini i nosi naziv moždano stablo, u malom mozgu, a često i u očnom živcu, i vratnom delu kičmene moždine. Postoji pretpostavka da su demijelinizacijska oštećenja lokalizovana na spomenutim mestima zbog imunološki ili hemijski drukčije strukture mijelinske opne.
Klinički simptomi i  nalaz nervnog sistema se razlikuju kod bolesnika sa multiplom sklerozoma u početnoj, i u kasnijoj fazi bolesti.
- zapaljenjska faza bolesti je početna faza bolesti koja se karakteriše zapaljenjskim demijelinizacijskim oštećenjima na tipičnim lokacijama, koje su verovatno vezane za karakteristične osobine mijelinske opne u tim područjima.
- Degenerativna faza, koja se javlja u kasnijoj fazi bolesti, ima sledeće karakteristike: zapaljenjski proces se smiruje, mijelinska opna na mestima oštećenja bledi zbog remijelinizacije ili je ožiljkasto promenjena, i nema novih demijelinizacijskih oštećenja. U toj fazi bolesti zbog mijelinskog oštećenja postupno nastupa i oštećenje samih nervnih ćelija, i potpornih ćelija, oligodendrocita, koji su „izmučeni“ bolesnim procesom i stalnim obnavljanjem mijelina. Ukupni volumen mozga se smanjuje te dominiraju znaci atrofije mozga i naročito kičmene moždine. Upravo se ta atrofija vratne kičme smatra jednim od glavnih razloga otežanog hoda kod bolesnika sa multiplom sklerozom. Zbog razvoja atrofije, ta faza bolesti je i dobila naziv degenerativna faza.

### Evocirani potencijali
Evociranim potencijalima (ERP) meri se brzina sprovođenja električnih impulsa kroz nervna vlakana koja vode prema mozgu. U dijagnostici demijelinizacijskih bolesti izuzetno su važni evocirani potencijali koji mere brzinu sprovođenja vidnog nadražaja (stimulusa) od oka, auditivnog nadražaja od uveta, ili somatosenzornog nadražaja prema mozgu.
Kako multipla skleroza zahvata centralni nervni sistem, a kako je očni živac izdanak dela centralnog nervnog sistema, on je vrlo osetljiv na demijelinizaciju izazvanu zapaljenjem, čak i u slučajevima kada bolesnik nema subjektivnih simptoma oštećenja vida. U većini laboratorija normalna latenca vidnih evociranih potencijala (VERP) je manja od 105 m/s. Produžena latenca (odloženo slanje nadražaja) ukazuje na poremećaj u optičkom nervu, na onoj strani tela na kojoj je registrovana usporena brzina sprovođenja vidnog nadražaja.
Ispitivanje vidnih evociranih potencijala sprovodi se u zamračenoj prostoriji izolovanoj od buke gde bolesnik sedi i gleda televizijski ekran na kome je prikazana šahovska ploča. Crni i beli kvadratići na ploči naizmenično svetle u određenim vremenskim razmacima, što je vidni nadražaj koji u vidu električnog impulsa putuje od oka prema mozgu. Na bolesnikovu glavu su postavljene elektrode koje prate i registruju električne impulse do dolaska u potiljačni moždani režanj, gde se ti nadražaji svesno prepoznaju. Svako se oko ispituje zasebno. Pri tome je važno da osoba koja nosi naočare ili sočiva ispitivanje obavi sa njima.
Sporije sprovođenje električnih impulsa pri poređenju sa nalazom zdravih ispitanika iste životne starosti može da izazove zapaljenjska, demijelinizacijska oštećenja vidnog živca. U multiploj sklerozi sprovođenje impulsa je usporeno zbog oštećenja mijelinske opne. Za dijagnozu MS-a značajna je i pojava produžene latencije (odloženog odašiljanja) nervnog impulsa.
Istraživanja su pokazala da se kod više od 80% bolesnika sa multiplom sklerozom manifestuje usporenje provođenja, koje se dijagnozira upotrebom ERP-a. Međutim ERP primene se nisu pokazale korisnim u praćenju progresije bolesti, ili odgovora na terapiju.

### Nalaz u likvoru
To je dijagnostički postupak koji obuhvata uzimanje i analizu likvora, (moždane tečnosti koja se stvara u moždanim komorama, i cirkuliše oko mozga i kroz kanal kičmene moždine). Likvor se dobija lumbalnom punkcijom.
Nalaz u likvoru je vrlo bitan u postavljanju dijagnoze multiple skleroze. Parametri koji se gledaju pri analizi likvora su: postojanje oligoklonalnih traka, belih krvnih ćelija i ukupnih proteina (belančevina). Više od 80% bolesnika sa mutiplom sklerozom ima pozitivne oligoklonalne trake u likvoru i one su zlatni standard u istraživanju likvora, odnosno u dijagnostičkoj potvrdi ove bolesti. Oligoklonalne trake su antitela koja proizvodi imunski sistem u borbi protiv infekcije. Proizvodnja antitela kod zdravih osoba se ne događa unutar centralnog nervnog sistema, i zato njihova pojava kod bolesnika sa multiplom sklerozom upućuje na autoimunske poremećaje u centralnom nervnom sistemu. Poteškoće u dijagnostici se mogu javiti zbog mogućnosti da i druge autoimune bolesti koje zahvataju deo centralnog nervnog sistema mogu biti praćene stvaranjem oligoklonalnih traka, te njihov nalaz nije specifičan (patognomičan) za navedenu bolest.

## Procena oštećenja i njene progresije kod bolesnika sa MS
Stepen invalidnosti kod bolesnika sa multiplom sklerozom procenjuje se uz upotrebu standardizovanih skala oštećenja od kojih je najpoznatija, (engl. Kurtzke Expanded disability status scale (EDSS skala)). Npr. EDSS 1,0 do 4,5 odgovara bolesnicima sa multiploplom sklerozom, koji su samostalno pokretni. EDSS od 5,0 do 9,5 govori o prisustvu težeg poremećaja kretanja.
Uz pomoću ove skale procenjuje se stepen oštećenja u 8 funkcionalnih sistema:
- struktura moždanog stabla
- voljna motorika (piramidalni sistem)
- strukture malog mozga
- sistem čula
- vidne funkcije
- intelektualne funkcije
- funkcije sfinktera
- ostalo

### skala
Standardizovana Kurtckeova proširena skala stanja invaliditeta u MS – (EDSS) 
- 0,0 - Normalan neurološki status
- 1,0 - Nema neuroloških ispada, ali postoje minimalni znaci u jednom funkcionalnom sistemu (FS)
- 1,5 - Nema neurološkog ispada, ali postoje minimalni znaci poremećaja u više funkcionalnih sistema (FS)
- 2,0 - Vrlo mali ispad jednog funkcionalnog sistema (FS)
- 2,5 - Blagi ispad u jednom funkcionalnom sistemu (FS) ili minimalan u 2 (FS)
- 3,0 - Umereni ispad u 1 funkcionalnom sistemu (FS), ili znaci u 3 – 4 (FS), potpuno pokretan
- 3,5 - Potpuno pokretan, ali sa umerenim ispadom u jednom funkcionalnom sistemu (FS) i više od minimalnih znakova u ostalim (FS)
- 4,0 - Potpuno pokretan bez pomoći, samostalan oko 12 časova na dan. Uprkos relativno teškom ispadu može hodati bez pomoći ili odmora oko 500 metara
- 4,5 - Potpuno pokretan uz pomoć, veći deo dana pokretan, ali uz ograničenje potpune samostalnosti koje zahteva manju pomoć, može hodati bez odmora 300 metara
- 5,0 - Pokretan uz pomoć ili uz odmor nakon hoda od 200 metara; umanjena je potpuna svakodnevna aktivnost
- 5.5 - Pokretan bez pomoći ili uz odmor nakon hoda od 100 metara; onesposobljenost je toliko jaka da potpuno utiče na sve dnevne aktivnosti.
- 6.0 - Pokretan uz povremenu ili jednostranu, stalnu pomoć (štap, štaka ili proteza), za hod do 100 m sa ili bez odmora. (Obično su (FS) ekvivalentni kombinaciji više od dva (FS), najčešće nivoa 3+).
- 6.5 - Pokretan uz stalnu obostranu pomoć (štap, štaka ili proteza) za hod do 20 metara bez odmaranja.(Obično su (FS) ekvivalentni kombinaciji više od dva (FS) nivoa 3+).
- 7.0 - Nesposoban za hodanje više od 5 metra, čak i uz tuđu pomoć, bolesnik je ograničen na upotrebu invalidskih kolica ; samostalno se kreće u njima i obavlja redovne aktivnosti; u kolicima provodi 12 sati dnevno. (Obično su FS ekvivalentni kombinaciji više od jednog (FS) nivoa 4+).
- 7.5 - Nesposoban za hod više od nekoliko koraka; ograničen na upotrebu invalidskih kolica; može biti potrebna pomoć pri obavljanju aktivnosti; može upravljati kolicima ali ne može brinuti o sebi u standardnim kolicima ceo dan; može zahtevati upotrebu motornih kolica. (Obično su (FS) ekvivalentni kombinaciji više od jednog (FS) nivoa 4+).
- 8.0 - Bolesnik je ograničen na krevet ili stolicu ili samostalni boravak u invalidskim kolicima ali veći deo dana provodi van kreveta; očuvane su mnoge funkcije lične nege; efikasno koristi ruke. (Obično su (FS) ekvivalentni kombinaciji, nivoa 4+ u nekoliko sistema).
- 8.5 - Bolesnik je ograničen na krevet veći deo dana; ima minimalnu efikasnost korištenja ruke ili ruku; izostaju neke funkcije lične nege. (Obično su (FS) ekvivalentni kombinaciji, nivoa 4+ u nekoliko sistema).
- 9.0 - Bolesnik je bespomoćan u krevetu, može da kontaktira i jede. (Obično su (FS) ekvivalentni kombinaciji većine nivoa 4+).
- 9.5 - Bolesnik je potpuno bespomoćan u krevetu; nesposoban je da normalno kontaktira, da jede ili guta. (Obično su (FS) ekvivalentni kombinaciji skoro svih nivoa 4+).
- 10,0- Smrt izazvana MS.

## Tipovi bolesti
Postoje tri osnovna tipa multipla skleroze.
1. Relapsno remitentni oblik multiple skleroze (RRMS) se karakteriše naizmeničnom pojavom i povlačenjem simptoma bolesti. Kod ovog tipa multiple skleroze ljudi pokazuju simptome bolesti, ali izgleda i da se oporavljaju jer se više manjih simptoma mogu spontano povući nakon 24 časa ili nakon nešto dužeg vremena, (najčešće nakon dve do tri nedelje). Zbog spontanog povlačenja simptoma bolesnici se često i ne javljaju lekaru na početku bolesti. Posle nekog vremena, simptomi se ponovo javljaju, i tada su obično, druge lokalizacije, i najčešće se javljaju nakon dva ili više meseci, a ponekad i nakon više godina. Simptomi intenzivnijeg karaktera u ovoj fazi bolesti često se ne mogu povući bez primene intenzivnog lečenja. Ciklus od simptoma do oporavka se nastavlja tokom vremena. Ovo je najuobičajeniji tip multiple skleroze.
1.1. Sekundarno progresivni oblik bolesti (SPMS) se javlja kod oko 70% bolesnika, a prema nekim istraživanjima, kod 90% nelečenih bolesnika. SPMS oblik se može javiti nakon kraćeg ili dužeg vremena. Dok relapsno remitentni oblik MS odgovara zapaljenjskoj, demijelinizacionoj i potencijalno reverzibilnoj fazi bolesti, sekundarno progresivni oblik bolesti odgovara prelazu u degenerativnu fazu bolesti, kada je veći oporavak simptoma nemoguć. SPMS oblik bolesti karakteriše postepena progresija i kliničko pogoršanje bolesti u kojoj se više ne mogu prepoznati šubovi (relapsi) bolesti, nego se uočava postepeno pogoršanje kliničkih simptoma. Posledica ovakvog (u praksi nezaustavljivog) napredovanja neuroloških simptoma je oštećenje nervnih vlakana.
2. Primarno progresivni oblik multiple skleroze se karakteriše stalnom progresijom bolesti sa kratkim razdobljima poboljšanja ili stabilizacije. Ovaj oblik pogađa oko 10-15% bolesnika nakon početnih simptoma MS i nikada nema period remisije. Odlikuje se postupnim pojačavanjem težine bolesti i invaliditetom od samog početka, bez ili sa retkim i minimalnim poboljšanjem stanja bolesti. Nastaje najčešće kod starijih bolesnika, otprilike oko 40 do 50 godina starosti.
2.1. Relapsno progresivni oblik bolesti je podvrsta primarno progresivnog oblika bolesti koja se javlja kod oko 5% bolesnika. Bolest se karakteriše kontinuiranom progresijom neurološkog oštećenja od početka bolesti sa povremenim pogoršanjima, relapsima uz delimični oporavak neurološkog ispada.
3. Benigni oblik multiple skleroze karakteriše se malom nesposobnošću mnogo godina nakon dijagnoze, ili vrlo sporom akumulacijom nesposobnosti tokom vremena. Kod manjeg broja bolesnika (oko 10%) bolest ostaje na relapsno remitirajućem obliku i nikada ne prelazi u sekundarno progresivni oblik. Kod takvih bolesnika radi se o dobroćudnom ili benignom obliku multiple skleroze. Dijagnoza benigne MS može se postaviti tek nakon višegodišnjega trajanja bolesti, jer na njenom početku nije moguće sa sigurnošću utvrditi u kom će se pravcu kretati i kada će pokazati progresivni, a kada blaži klinički tok. Nakon 15 do 20 godina može se sa većom verovatnoćom zaključiti da se radi o benignom obliku bolesti.

### Kliničkih oblici MS
- Najčešći je relapsno remitentni oblik (RRMS)[69][70][71] koji se javlja u 80 do 90% bolesnika.
- Oko 80–90% nelečenih bolesnika prelazi nakon kraćeg ili dužeg vremena u sekundarno progresivni oblik bolesti (SPMS).
- Samo manji broj bolesnika (oko 10%) zadržava relapsni oblik bolesti ili benigni ili dobroćudni oblik multiple skleroze.
- Oko 10–15% obolelih pokazuje primarno progresivni oblik bolesti (PPMS), a oko 5% bolesnika pokazuje relapsno progresivni karakter bolesti (PRMS).

Poslednja dva oblika ne pokazuju odgovor na lečenje.

## Diferencijalna dijagnoza
Diferencijalno dijagnostički problem kod MS mogu činiti: sistemska oboljenja komplikovana zahvatanjem struktura centrelnog nervnog sistema sa relapsno remitentnim tokom (sistemski vaskulitis), oboljenja mozga i kičmene moždine sa gubitkom selektivnog fiziološkog sistema i progresivnim tokom (hereditarna cerebelarna ataksija), naurosarkoidoza, tumorska patologija i druge strukturalne lezije koje dovode do anatomskih abnormalnosti i kompresivnog efekta, monofazični poremećaji koji aficiraju mnoge neuroanatomske regije (akutni diseminovani encefalomijelitis), kao i neorganski sindromi (funkcionalni i somatski poremećaji).
Dve najčešće greške koje se javljaju i koje kompromituju dijagnostiku MS su:
- Kod bolesnika koji nemaju jasnu neurološku bolest, ali i alternativnu dijagnozu.
- Kod bolesnika sa lokalizovanom bolešću, kada se mora poći od pretpostavke da lezija nije demijelizacionog karaktera i koja se ne može definisati postoji.[33]

U diferencijalnoj dijagnozi multiple skleroze treba imati u vidu sledeće bolesti ili poremećaje:
| Sistemske oboljenja   | Bolesti |
| --------------------- | --- |
| Vaskularne bolesti    | - Bolest malih krvnih sudova mozga - Vaskulitis |
| Strukturne lezije     | - Tumori kraniocervikalnog prelaza, malformacije baze lobanje - Anomalije - Tumori zadnje lobanjske jame ili arterivenske malformacije |
| Degenerativne bolesti | - Oboljenja motornog neurona - Spinocerebelarna degeneracija |
| Infekcije             | - infekcija - HIV mijelopatija ili cerebritis povezan sa HIV infekcijom - Lajmska bolest |
| Druge bolesti         | - Akutni diseminovani encefalomielitis - sedalna (sakralna) radikulopatija - Deficit vitamina B-12 - Reumatoidni artritis (kolageno vaskularna bolest) - Sarkoidoza - Humani T-ćelijski limfotropni virus (tropska spastična parapareza) - Teška adrenoleukodistrofija - Primarna lateralna skleroza |

## Terapija
Multipla skleroza je bolest nepoznatih uzroka, i zbog toga se u njenom lečenju ne primenjuje metoda lečenje prema uzroku bolesti. Iako još nema pravog leka za multiplu sklerozu, postoje brojni medikamenti koji utiču na tok bolesti, oporavak od relapsa, i znake i simptome bolesti. Primenom brojnih kombinacija lekova poboljšava se kvaliteta života bolesnika sa multiplom sklerozom.
Lekovi koji se primenjuju u lečenju multiple skleroze
| Aktivna supstanca                                              | Zaštićeni naziv leka | Reference            |
| -------------------------------------------------------------- | -------------------- | -------------------- |
| Osnovna terapija (u skladu sa smernicama MSTKG)                |                      |                      |
| Interferon                                                     | ®, ®, ®              | [75][76][77]         |
| Glatiramer acetat                                              | ®                    | [78][79][80][81]     |
| Alternativna terapija (na osnovu kontraindikacija za terapiju) |                      |                      |
| Azatioprin                                                     | ®                    | [82]                 |
| Imunoglobulin                                                  | ® 10%, Octagam®             | [83]                 |
| Eskalaciona terapija                                           |                      |                      |
| Natalizumab                                                    | ®                    | [84]                 |
| Mitoksantron                                                   | ®                    | [85]                 |
| Ciklofosfamid                                                  | ®                    | [86]                 |
| Ciclosporin                                                    | ®                    | [87]                 |
| Metotreksat                                                    | ®                    | [88]                 |
| Deksametazon                                                   | ®                    | [89][90][91]         |
| Triamcinolon acetonid                                          | ®                    | [92][93][94][95]     |
| Klinička ispitivanja                                           |                      |                      |
| Teriflunomid                                                   | ®                    | [96][97][98][99]     |
| Alemtuzumab                                                    | ®                    | [100]                |
| Daklizumab                                                     | ®                    | [101]                |
| MBP8298                                                        | ®                    | [102]                |
| Rituksimab                                                     | ®                    | [103]                |
| BHT-3009                                                       |                      | [104]                |
| Kladribine                                                     | ®                    | [105]                |
| BG-12                                                          |                      | [106]                |
| Estriol                                                        | ®                    | [107]                |
| FTY720                                                         | ®                    | [108][109]           |
| Lakvinimod                                                     | ®                    | [110][111][112][113] |
| Minociklin                                                     | ®                    | [114]                |
| Statin                                                         | ®                    | [115]                |
| Temsirolimus                                                   | ®                    | [тражи се извор]     |
| Dirukotid                                                      | ®                    | [116]                |
Kako je multipla skleroza bolest koja se razlikuje od bolesnika do bolesnika, pa čak i kod pojedinih bolesnika u različitim fazama bolesti, lečenje simptoma bolesti nije istovetno kod svih bolesnika. Tokom lečenja multiple skleroze izuzetno je važno pažljivo praćenje bolesnika kako bi se izbegao razvoj degenerativne faze bolesti, koja u velikoj meri ograničava dalji uspeh lečenja. Mnogi bolesnici mogu živeti i bez terapije, što zavisi od samog toka bolesti. Neki lekovi imaju loše prateće pojave i rizike (prvenstveno kortikosteroidi). Prirodno pojavljivanje spontanih remisija (povlačenja simptoma) otežava utvrđivanje terapeutskih efekata eksperimentalnih tretmana. Ipak, uz pomoć magnetne rezonance moguće je registrovati razvoj lezija što omogućava određivanje najpovoljnije terapije. Do nedavno većina lekara koristila je u tretiranju multiple skleroze steroide koji poseduju protiv-zapaljenjska svojstva.
Momentalno terapija koja najviše deluje je primena beta interferona. Ova terapija deluje tako što smanjuje broj relapsa (pogoršanja) i time usporava progresiju bolesti. Ako se relaps ipak pojavi, on je kraći i slabiji. Dodatno, magnetna rezonanca pokazuje da beta interferon smanjuje broj lezija u nervnom sistemu. Konstantno se ispituju novi lekovi za lečenje multiple skleroze.

### Podela MS lekova
Lekovi koji se primenjuju u lečenju multiple skleroze se mogu podeliti u sledeće grupe.

- Lekovi koji se primenjuju u akutnoj fazi bolesti kada je nastao relaps.
- Lekovi koji se primenjuju nakon savladavanja akutnih simptomi za sprečavanje progresije bolesti, odnosno relapsa. Tada se dalje lečenje bolesnika nastavlja primenom imunomodulacijskih lekova koji imaju preventivno dejstvo, i sprečavaju razvoj degenerativne faze bolesti.
- Simptomatski lekovi. Multipla skleroza je praćena različitim kliničkim simptomima koji bolesniku umanjuju kvalitet života, kao što su: ukočenost, trnci, problemi sa mokraćnom bešikom i stolicom. Za smanjenje tih simptoma se primenjuju lekovi za njihovo uklanjanje ili ublažavanje (tzv. simptomatsko lečenje).
- Prirodni dodaci ishrani - suplementi. Poslednjih nekoliko godina suplementi sa prirodnim proteinom karnozinom sve više interesuju naučnike. Karnozin se prirodno nalazi u svim ljudskim ćelijama, ne daje nikakve neželjene efekte niti nuspojave. Pacijenti prijavljuju povećanje snage, smanjenje spazma, poboljšanje vida i govora, bolju motoriku druge benefite.[118]

### Lečenje akutne faze bolesti
U lečenju neurološkog pogoršanja (relapsa) standardno primenjeni lekovi su kortikosteroidi, čija se uloga u lečenju MS ogleda u:
- Smanjenju otoka, uklanjanju viška tečnosti sa onih mesta na kojima je mijelinska opna oštećena, što popravlja prenošenje nervnih impulsa.
- Stabilizaciji funkcija krvno-moždane barijere, čime se sprečava prodor novih aktivnih limfocita iz periferne krvi u centralni nervni sistem.
- Smanjenju aktivnosti imunskog sistema, što usporava i stabilizuje aktivnost limfocita.

Na početku uvođenja kortikosteroida u terapiju MS primenjivale su se male doze u toku više godina, što se pokazalo kao pogrešan način lečenja. Ovo je u izraženoj suprotnosti sa znatno korisnijom pulsnom terapijom kortikosteroidima,  u kojoj se velike doze kortikosteroida primenjuju u kraćem vremenskom periodu od 3 do 7 dana zavisno od upotrebljene doze.
Budući da primena kortikosteroida ima i neželjena dejstva (oštećenje sluzokože želuca i osteoporozu), uz kortikosteroidnu terapiju daju se i lekovi koji štite želudačnu sluzokožu kao što su Peptoran® ili Ranital® i vitamin D (5000 jedinica na dan), i tablete kalcijuma (za sprečavanje nastanka osteoporoze). Od ostalih nuspojava kortikosteroidi mogu izazvati crvenilo u licu, prolazno uvećanje krvnog pritiska i nivoa šećera u krvi, pojačano nakupljanje tečnosti, nemir i nesanicu, ali su te nuspojave obično blage i prolazne. Dugotrajna upotreba kortikosteroida, danas se izbegava (kada je to moguće), jer ona može izazvati ozbiljnije nuspojave kao što su porast telesne težine, šećerna bolest, akne, osteoporoza (stanjivanje i pojačana lomljivost kostiju). Prema nekim preporukama, terapiju velikim dozama kortikosteroida ne bi trebalo primenjivati više od 3 puta godišnje, ali zbog čestih relapsa kod nekih bolesnika, ona se mora primeniti i češće.
Osim za lečenje relapsa, kortikosteroidi se u MS primenjuju u lečenju i drugih oblika primarnih demijelinizacionih poremećaja kao što je CIS i ADEM takođe u velikoj dozi. Primena kortikosteroida, daje dobre rezultate i kod bolesnika sa optičkim neuritisom, kod kojeg ona može imati preventivno dejstvo i sprečiti pojavu kliničkih simptoma čak i u naredne dve godine, nakon čega njihovo dalje dejstvo prestaje. Kod malog broja bolesnika, mogu se javiti: alergijske manifestacije na lečenje kortikosteroidima ili odsustvo povlačenja relapsa.
Ako bolesnik ne reaguje na lečenje kortikosteroidima, ili ispoljava alergijske manifestacije, što se može dogoditi kod određenih bolesnika u akutnoj fazi bolesti, mogu se primeniti drugi postupci lečenja kao što su: plazmafereza, primena imunoglobulina, ili imunosupresivna terapija.

### Sprečavanje progresije bolesti (relapsa)

#### 1. Osnovna terapija
1.1. Interferon
Najveći napredak u sprečavanju progresije bolesti, počinje 1993, sa otkrićem betainterferona. Pre ovog otkrića kod velikog broj bolesnika vrlo brzo su se razvijali teški neurološki ispadi, najčešće motorička slabost u donjim udovima, sa otežanim kretanjem i nestabilnošću u hodu. Nakon otkrića interferona beta 1b ubrzo su pronađeni i interferon beta 1a pod nazivom i interferon beta 1a, čime je za bolesnike s multiplom sklerozom nastao značajan pomak u usporavanju razvoja simptoma bolesti i promeni njenog daljeg toka. Beta interferoni su zbog njihovog uticaja na prirodni tok multiple skleroze nazvani i imunomodulacijski lekovi.
Od interferona u našem organizmu nastaju interferon alfa i gama. U lečenju multiple skleroze može se upotrebiti i primeniti samo interferon beta. Dejstvo beta interferona je pozitivno u oko 37% bolesnika. Na osnovu iskustava i prakse prihvaćen je stav da je beta interferon efikasniji ako se u lečenju primeni, odmah nakon utvrđivanja dijagnoze bolesti, u većoj dozi i sa učestalim režimom primene.
1.2. Glatiramer acetat 
Osim interferona beta, u tretmanu multiple skleroze se koristi i glatiramer acetat, poznat pod nazivom .  se primjenjuje potkožnim injekcijama svakodnevno, i vrlo dobro se podnosi. Mehanizam dejstva  je drukčiji od interferona beta. Prema dosadašnjim istraživanjima, on je imao kod oko 29% bolesnika nešto manji učinak od beta interferona.
Imunomodulacijsko lečenje pokazuje sledeće pozitivne rezultate kod bolesnika s multiplom sklerozom:
- smanjenje učestalost i težine neurološkog pogoršanja (relapsa)
- smanjuje broja oštećenja bele supstance (lezija), koje se vidi na magnetnoj rezonantnoj tomografiji.
- usporavanje napredovanja bolesti i razvoja trajnoga neurološkog oštećenja.

Dok su beta interferon i  standardni oblici lečenja relapsno remitirajućeg oblika bolesti, za lečenje sekundarno progresivnog oblika multiple skleroze u većini zemalja Evrope, SAD i Kanade, umesto njega primenjuje se blaži citostatik .

#### 2.Eskalaciona terapija
Kod bolesnika kod kojih je neophodna intenzivnija imunosupresivna terapija u evropskim zemljama upotrebljava se monoklonalno antitelo . Ovaj lek nije bio odmah prihvaćen u svetu, i bio je povučen iz upotrebe kada su se pojavile retke komplikacije (progresivna multifokalna leukoencefalopatija). Juna 2006. FDA je ponovo odobrila Tysabri® kao monoterapiju kod relapsne forme MS.
Ovaj lek se može primeniti samo kod pojedinih bolesnika koji u početnoj fazi bolesti, imaju učestale relapse, pokazuju slabiji oporavak, i izostanak zaustavljanja bolesti primenom konvencionalnog načina lečenja.  se primenjuje prema određenom protokolu i kriterijumima zbog mogućih ozbiljnih neželjenih dejstava, koji se mogu izbeći samo pažljivim izborom i posebnim nadgledanjem bolesnika pre primene ovog leka.

#### 3.Alternativna terapija
Osim nabrojenih lekova, koji imaju uticaj na tok bolesti primenjuju se intravenski imunoglobulini, uglavnom nakon porođaja (istraživanja su pokazala da se učestalost recidiva simptoma multiple skleroze nakon porođaja može sprečiti imunoglobulinom). Nažalost neka novija istraživanja ne potvrđuju njihovu veću efikasnost u sprečavanju relapsa.
Kod bolesnika koji ne primaju interferon ili , ili kod bolesnika kod kojih je interferon nedelotvoran, primenjuje se imunosupresivno lečenje azatioprinom , a katkad u kombinaciji sa , pa i sa interferonom.
Osobe sa MS mogu slobodno koristiti i ovu vrstu terapije radi smanjenja nekih simptoma bolesti, ali se nakon primene, veoma teško može proceniti njen realan učinak. Neki oblici alternativne terapije koji danas privlače pažnju istraživača su: suplementacija karnozinom zatim vitaminom D i vitaminima antioksidantima, dijete sa malom količinom zasićenih masti i visokim količinama masnih kiselina.

#### 4.Zamena plazme
Plazmafereza (zamena plazme) je vrsta terapije koja se obično razmatra kod oko 10% bolesnika sa MS koji nisu dobro reagovali na terapiju steroidima, ili kod onih bolesnika kod kojih je potrebno smanjiti dozu kortikosteroida kako bi se izbegle komplikacije koje mogu nastati zbog njihove dugotrajne upotrebe. Kod plazmafereze zamenjuje se tečni deo krvi bolesnika (krvna plazma) u kojoj se nalaze antitela, za koje se pretpostavlja da napadaju mijelin nervnih ćelija.

#### 5. Terapija trudnica, porodilja i dojilja sa MS
Terapija trudnica
Multipla skleroza ne povećava rizik od komplikacija tokom trudnoće, ali trudnice i porodilje u periodu dojenja dece, zahtevaju poseban način nege i lečenja. Tokom trudnoće lečenje kortikosteroidima se primenjuje samo u slučaju težih pogoršanja MS. Lečenje kortikosteroidima pogotovu treba izbegavati tokom prva tri meseca trudnoće zbog uvećanog rizika za oštećenje ploda. Najbezbednija za plod je primena kratkog tretmana metilprednizolona za lečenje pogoršanja simptoma MS tokom trudnoće.
Primena Mitoksantrona® i drugih citostatika u trudnoći je kontraindikovana. Za interferon beta ne postoje dokazi o njegovom štetnom dejstvu na plod. Zato se lečenje interferonom ne prekida u trudnoći ukoliko je bolesnica na samom početku trudnoće bila na ovoj terapiji. Veliki broj žena koje su lečene interferonom-beta tokom prvih nekoliko meseci trudnoće imale su normalnu trudnoću, porođaj i razvoj deteta. Međutim, ovaj lek povećava rizik od nastanka spontanih pobačaja, tako da se ova terapija treba obustaviti, tokom trudnoće, kada to priroda bolesti dozvoljava „U svakom slučaju, terapiju interferonom beta ili glatiramer acetatom treba obustaviti ukoliko se trudnoća planira zbog nepoznanica o dejstvu ovih lekova na plod
Terapija porodilja
Porođaj kod žena obolelih od MS, značajno se ne razlikuje od porođaja kod zdravih žena. Način porođaja određuje ginekolog prema propisanim ginekološkim - akušerskim, kriterijumima. „Ranije se smatralo da spinalna anestezija povećava rizik od pogoršanja posle porođaja, ali upotreba savremene epiduralne anestezije smatra se bezbednom i pokazano je da ne povećava rizik od pogoršanja posle porođaja.“
Terapija dojilja
Dojenje se preporučuje i ne terba ga prekidati jer ne povećava rizik za pojavu pogoršanja. Međutim potreban je veći oprez ako majke uzimaju lekove koji se izlučuju preko mleka.
Dojenje se zabranjuje ukoliko majka prima kortikosteroide ili Mitoksantron® i ne preporučuje se tokom terapije interferonom beta i glatiramer acetatom, jer nije poznato da li se navedeni lekovi izlučuju putem majčinog mleka.

#### 4. Simptomatska terapija
Simptomi u multiploj sklerozi su nepredvidljivi i različiti kod različitih bolesnika, kao i kod istog bolesnika u različitim fazama bolesti. Dok pojedini simptomi dolaze i prolaze, drugi mogu biti dugotrajniji, ali i stalni. Za lečenje ovih simptoma se osim promene u načinu života, primenjuje:
- fizikalna terapija,[132][133]
- govorna terapija,
- radna terapija,
- psihoterapija,
- lekovi,
- hirurške mere.[134]

Primena simptomatske terapije, pre svega treba da spreči ozbiljne komplikacije kao što je: upala pluća, plućna embolija, tromboembolija, osteoporoza, dekubitus, kontrakture, infekcije mokraćnog sistema i dehidracija.

## Komplikacije
Najčešće moguće komplikacije multiple skleroze kod pojedinih bolesnika su:
- Mišićni spazmi (grčevi), ili ukočenost
- Paraliza (oduzetost), u većini slučajeva obično u nogama
- Problemi sa mokraćnom bešikom i crevima, nemogućnost kontrole mokrenja i defekacije (velike nužde)
- Poremećaj seksualnih funkcija
- Mentalni poremećaji, kao što su zaboravnost, rasejanost ili poteškoće sa koncentracijom
- Depresija
- Epilepsija

## Prognoza
Na početku bolesti, gotovo je nemoguće predvideti njen dalji tok, što na izvestan način deluje depresivno na obolele od MS. U poslednjih nekoliko godina, objavljeno je nekoliko epidemioloških studija o mogućoj prognozi multiple skleroze. Rezultati su bili izuzetno pozitivni i pokazali su da je bolest često manje teška nego što se do sada pretpostavljalo. Ova tvrdnja temelji se na studiji kojom je analizirano 1.059 bolesnika sa MS u Minhenu, i koja je u obradi podataka koristila pojedinačne profile rizika, koji su se zasnivali na: toku bolesti, proširenoj skali (engl. Disability Status Scale), trajanju bolesti, učestalosti javljanja, starosti bolesnika, i vremenu kada se bolest razvila.
Predviđeni budući razvoj bolesti za osobe sa multiplom sklerozom zavisi od:
- vrste bolesti,
- individualnih razlika organizma pojedinih bolesnika,
- pola,
- starosti bolesnika u momentu pojave bolesti,
- karakteristika prvih znakova i simptoma, i
- stepena invalidnosti nakon doživljene bolesti.[138]

Bolest se razvija i napreduje u toku narednih nekoliko desetina godina, a 30 godina se uzima kao prosečan broj godina od početka bolesti do smrti bolesnika.
Očekivano trajanje života bolesnika sa MS je 50 godina, što je 10 godina manje od trajanja života drugih osoba. Gotovo 40% bolesnika doživljava 70 godina života. Ipak, dve trećine smrtnih slučajeva, među ljudima sa MS direktno je povezan sa posledicama bolesti. Veoma česta je pojava je da infekcija i komplikacije značajno povećavaju rizik i potenciraju razvoj samoubistvenih ideja kod osoba sa MS. Samoubistva su takođe česta. Ona su i do 7 puta češća kod osoba sa MS, nego kod osoba nepogođenih MS.
Iako većina bolesnika gubi sposobnost hodanja pre kraja života, oko 90% bolesnika sa MS su još uvek u stanju da hodaju samostalno 10 godina nakon početka bolesti, a 75% nakon 15 godina.

## Nova dostignuća u istraživanjima i terapiji

#### Hronična cerebrospinalna venska insuficijencija
Još daleke 1863. dr. E. Rintflajš (E. Rindfleisch) je primetio tokom obdukcije bolesnika sa MS da se u ... „fokusima (žarištima) u mozgu i golim okom mogu se videti mali krvni sudovi prepunjeni krvlju“... Tokom 1937. godine dr. T. Dž. Putman, u svojoj studiji (engl. Evidence of vascular occlusion in multiple sclerosis), opisuje da tromboza malih vena u oštećenom nervnom tkivu može biti uzrok multiple skleroze.
Međutim priča o hroničnoj cerebrospinalnoj venskoj insuficijenciji (CCSVI) praktično počinje 1973. na Univerzitetu Insbruku, kada je dr. Alfons Šeling (F. Alfons Schelling) započeo istraživanja posledica velikih individualnih razlika venske drenaže ljudske lobanje. Dr. Šeling je 1981. otkrio kod „žrtava“ multiple skleroze, značajno smanjenje oticanja krvi iz lobanje, što je kao mogući uzrok ukazalo na hroničnu cerebrospinalnu vensku insuficijenciju (CCSVI) i postavilo smernice za dalja istraživanja u ovoj oblasti.
Društva za interventnu radiologiju (SAD) i Kanade u avgustu 2010. izdala su saopštenje u kojem podržavaju klinička istraživanja u oblasti utvrđivanja bezbednosti i efikasnosti interventne (CCSVI) u terapiji multiple skleroze.
Veliku pažnju javnosti zadnjih nekoliko godina, privlači teorija proistekla iz istraživanja prof. Paola Zambonija (Ferara, Italija) i dr Živadinova (Bafalo, SAD) o povezanosti hronične cerebrospinalne venske insuficijencije (CCSVI), (engl. Chronic Cerebrospinal Venous Insufficiency) i multiple skleroze. Ova dva autora su iznela pretpostavku da hronična cerebrospinalna venska insuficijencija, kod koje krv iz mozga i kičmene moždine ima zastoj (otpor) u povratku ka srcu, što uzrokuje zastoj u kretanju krvi na nivou moždanog tkiva, što može biti jedan od uzroka pojave multiple skleroze. Ovakav zastoj uslovljen je stenozom (suženjem), hipoplazijom (manjim promerom nego normalno) ili trombozom jugularne vene na vratu i/ili vene azigos koja se nalazi duž kičmenog stuba. Ove dve vene su u ljudskom organizmu glavne za povratak krvi iz mozga i kičmene moždine ka srcu. Urođen ili stečen poremećaj tokom života, u oticanju krvi iz mozga glavni je razlog, po teoriji ovih autora, za nagomilavanje krvi u moždanom ili tkivu produžene moždine.
Ovako uzrokovan zastoj venske krvi, može potencijalno imati različite posledice.

- Prva teorija je da ovaj zastoj dovodi do hipoksije (nedostatka kiseonika) u moždanom tkivu i konsekventnog propadanja vrlo osetljivog mijelinskog omotača živaca.
- Druga teorija (CCSVI) objašnjava da usporen protok krvi kroz moždano tkivo, pored hipoksije, dovodi i do nagomilavanja gvožđa u moždanom tkivu kao posledice propadanja i razgradnje eritrocita (crvenih krvnih zrnaca). Tim putem nagomilano gvožđe (hemosiderin) dovodi do prirodne reakcije imunskih snaga organizma koje izazivaju zapaljenjski proces i aktiviraju autoimunu reakciju koja dovodi do ostećenja mijelinskog omotača.[157]

Ukoliko se dijagnostikom dokaže suženje (stenoza), vene jugularis i/ili vene azigos ulazi se u proceduru njihovog rastezanja, balon dilatacijom. (vidi sliku iznad) Ova procedura je bezbolna, iako je bolesnik sve vreme svestan. Neki autori primarno (odmah) stavljaju stent (armaturu) u venu, ali ova procedura ponekad sa sobom nosi i rizik od tromboze pomenutog stenta koji se ponaša kao strano telo. Flebografija (snimanje vena) sa njihovim rastezanjem traje najčešće oko 30 minuta. Prema dosadašnjim iskustvima kod operisanih bolesnika, popravlja se fizička aktivnost, smanjuje se spazam mišića, a govor se u potpunosti normalizuje.

#### Hiperbarična oksigenacija u lečenju MS
U toku nekoliko zadnjih godina, sve više je aktuelna vaskularna teorija o nastanku multiple skleroze. Ova teorija pretpostavlja da je mogući uzrok za nastanak MS vaskularno-ishemijska bolest krvnih sudova mozga, koja je praćena oštećenjem malih krvnih sudova mozga, i transformacijom endotelnih ćelija ka fagocitnoj aktivnosti. Ovi poremećaji izazivaju prekid kontinuiteta u postkapilarnim venulama, što izaziva formiranje otoka, posledičnu ishemiju i sekundarnu imunološku reakciju. Polazeći od ovih pretpostavki istraživači su došli do zaključka da reaktivni oksidacioni proces i povišena lipidna peroksidacija kao posledica ishemije, može dovesti do pojave procesa demijelinizacije u centralnom nervnom sistemu. Imajući u vidu ova otkrića, brojni istraživači započeli su sa primenom hiperbarične oksigenoterapije u lečenju MS.
Nažalost primena ove metode nailazi, u medicinskim krugovima, na razna oprečna mišljenja i stavove. Dok je jedni prihvataju i primenjuju u praksi, kod drugih ona nailazi na otpor i odbijanje. Zato danas, kod nas i u svetu veliki broj istraživača studiozno radi na ovom problemu.
Kiseonik pod povišenim pritiskom (hiperbarična oksigenoterapija) ima značajno mesto u lečenju MS jer:
- Eliminiše hipoksiju
- Deluje imunosupresivno
- Stabilizuje endotel kapilara, što ima snažno antiedematozno (smanjenje otoka tkiva), a samim tim i jako antizapaljenjsko dejstvo,
- Olakšava prenos krvi kroz moždano krvnu barijeru
- Povećava produkciju antioksidativnih enzima (npr. katalaze i SOD) u vrlo kratkom vremenu.[162]

Primena hiperbarične oksigenoterapije kod MS, na osnovu sprovedenih brojnih istraživanja, dala je dobre rezultate, ali samo kod bolesnika kod kojih se sa lečenjem započelo u ranoj fazi bolesti (uglavnom u mlađih bolesnika sa MS).
Nakon lečenja u hiperbaričnim komorama, bolesnicima sa MS značajno je produženo vreme trajanja remisije bolesti, značajno redukovan spazam mišića, i poboljšano opšte stanje organizma uz redukciju stepena invalidnosti za preko dva poena po EDSS skali).
Lečenje hiperbaričnom oksigenoterapijom se obično sprovodi u jednomesnim ili višemesnim hiperbaričnim komorama, sa 100% medicinskim kiseonikom u inicijalnoj seriji od 20 jednodnevnih tretmana na apsolutnom pritisku od 1,5 do 2,0 bara. Zatim se lečenje nastavlja stabilizirajućim seansama na svaka tri meseca u serijama od 5 - 8 jednodnevnih boravaka u barokomori u narednih 12 do 18 meseci.

## Napomene
1. ↑  Ranvierova suženja, na aksonu su mesta prekinuća mijelinske opne, radi skokovitog i time bržeg provođenja akcijskog potencijala nervne ćelije
2. ↑  EDSS - Kurtckeova proširena skala stanja invaliditeta. EDSS skala je metoda za kvantifikaciju invalidnosti kod bolesnika sa multiplom sklerozom.
3. ↑  Oštećenje nerava nastupa zbog dugotrajnog oštećenja mijelinske opne koja ishranjuje nervno vlakno, a moguće je da je ono izazvano direktnim uticajem patološkog procesa na nervna vlakna.
4. ↑  Literatura za navedenu terapiju u tekstu detaljno je prikazana u tabeli levo uz svaki medikament koji se koristi u lečenju MS
5. ↑  Pulsna terapija kortikosteroidima je intravenska primena kortikosteroida u intravenskoj infuziji, u dozi od 500 mg/u toku 7 dana ili 1 000 mg/3–4 dana. Nakon ove „udarne“ doze obično se dalje lečenje nastavlja malim dozama steroida tokom nekoliko dana, upotrebom leka na usta, da bi se sprečilo brzo ponavljanje simptoma, zbog razvoja tzv. steroidne zavisnosti.

## Literatura
- James P.;  . (1996). Hyperbaric Oxygen Therapy in Miscellaneous Neurological Discorders, (на језику: (језик: енглески)) (In Textbook of Hyperbaric Medicine K.K Jain American College of Hyperbaric Medicine изд.). USA: Hogerfe & Huber Publishers.
- Пантић, В (1989). Ембриологија. београд: Научна књига.
- Tešija Kuna A.;  . (2004).  E. Topić, ур. Medicinsko biokemijska dijagnostika u kliničkoj praksi: Autoimunosne bolesti. Zagreb: Medicinska Naklada. стр. 288—303.
- Lebrun C, Bensa C, Debouverie M, Wiertlevski S, Brassat D, de Seze J;  . (јул 2009). „Association between clinical conversion to multiple sclerosis in radiologically isolated syndrome and magnetic resonance imaging, cerebrospinal fluid, and visual evoked potential: follow-up of 70 patients”. Arch Neurol. 66 (7): 841—6. PMID 19597085. doi:10.1001/archneurol.2009.119.
- Preziosa P, Rocca MA, Pagani E, Stromillo ML, Enzinger C, Gallo A, et al. Structural MRI correlates of cognitive impairment in patients with multiple sclerosis: A Multicenter Study. Hum Brain Mapp. 2016 Feb 2.
- MAGNIMS study group (фебруар 2018). „Deep gray matter volume loss drives disability worsening in multiple sclerosis”. Ann Neurol. 83 (2): 210—222. PMC 5838522 . PMID 29331092. doi:10.1002/ana.25145.
- Petracca M, Margoni M, Bommarito G, Inglese M (децембар 2018). „Monitoring Progressive Multiple Sclerosis with Novel Imaging Techniques”. Neurol Ther. 7 (2): 265—285. PMC 6283788 . PMID 29956263. doi:10.1007/s40120-018-0103-2.
- Eshaghi A, Prados F, Brownlee WJ, et al, MAGNIMS study group (фебруар 2018). „Deep gray matter volume loss drives disability worsening in multiple sclerosis”. Ann Neurol. 83 (2): 210—222. PMC 5838522 . PMID 29331092. doi:10.1002/ana.25145.
- Inglese M, Petracca M, Mormina E, Achiron A, Straus-Farber R, Miron S;  . (2017). „Cerebellar volume as imaging outcome in progressive multiple sclerosis”. PLOS One. 12 (4): e0176519. Bibcode:2017PLoSO..1276519I. PMC 5402974 . PMID 28437430. doi:10.1371/journal.pone.0176519 .:e0176519.

## Spoljašnje veze
- (језик: енглески)Karnozin Extra  supplement for Multiple Sclerosis
- (језик: енглески)Baza podataka za analizu i upoređivanje globalnih podataka o MS epidemiologiji
- (језик: енглески)NIH spisak kliničkih ispitivanja vezanih za MS
- (језик: енглески)„GeneReview/NCBI/NIH/UW rekord za Pregled multiple skleroze”.
- (језик: португалски) - Sve o multiploj sklerozi
- (језик: португалски)„Homefisio - Multipla skleroza”.